# 1294 Antwerpia
Antwerpia (asteróide 1294) é um asteróide da cintura principal com um diâmetro de 34,71 quilómetros, a 2,0635201 UA. Possui uma excentricidade de 0,2330961 e um período orbital de 1 612,13 dias (4,42 anos).
Antwerpia tem uma velocidade orbital média de 18,15761697 km/s e uma inclinação de 8,72208º.
Esse asteróide foi descoberto em 24 de Outubro de 1933 por Eugène Delporte.